# Deftones (альбом)
Deftones — четвертий студійний альбом американського альтернативного метал-гурту Deftones, випущений 20 травня 2003 року. Альбом містить ширший спектр музичних стилів, на відміну від попередніх альбомів гурту, починаючи від деяких з їхніх найважчих композицій до примхливого трип-хопу та шугейзу.

## Музичний стиль
Deftones вийшов еклектичним альбомом, у якому пісні містять багато різних ідей у різних жанрах. Запис вийшов не схожим на попередні, частково тим, що діджей гурту Френк Дельгадо присвятив більше часу грі на клавішних та синтезаторах. Більшість пісень альбому широко використовують низький G# стрій гітар та високий скрим-вокал Морено, внаслідок чого деякі пісні були найважчими серед усіх робіт колективу. З іншого боку, трек «Lucky You» являє собою похмуру, м'яку, натхненну трип-хоп п'єсу за участю DJ Crook з команди сайд-проекту Морено Team Sleep та вокаліста Рея Осборна із гурту Tinfed.
У додаток к впливу трип-хопу у альбомі помічені значні елементи шуґейзу, особливо у пісні «Minerva».

## Комерційний успіх
Альбом Deftones дебютував на 2-ому місці у чарті Billboard 200, став єдиним альбомом гурту, що досяг такої високої позиції цього чарту на той момент. У Сполучених Штатах за перший тиждень було продано 167 000 копій альбому. Американська асоціація компаній звукозапису присудила альбому статус золотого диску за 500 000 проданих копій. Альбом також дебютував у чарті Canadian Albums Chart у Канаді, продав 10 700 копій за перший тиждень після релізу і також отримав золотий статус.

## Список композицій
Автор музики і слів Deftones окрім «Lucky You», написаної Deftones та DJ Crook. 
| #     | Назва                                   | Тривалість |
| ----- | --------------------------------------- | ---------- |
| 1.    | «Hexagram»                              | 4:09       |
| 2.    | «Needles and Pins»                      | 3:23       |
| 3.    | «Minerva»                               | 4:17       |
| 4.    | «Good Morning Beautiful»                | 3:28       |
| 5.    | «Deathblow»                             | 5:28       |
| 6.    | «When Girls Telephone Boys»             | 4:36       |
| 7.    | «Battle-Axe»                            | 5:01       |
| 8.    | «Lucky You» (за участі Рея Осборна)     | 4:10       |
| 9.    | «Bloody Cape»                           | 3:38       |
| 10.   | «Anniversary of an Uninteresting Event» | 3:57       |
| 11.   | «Moana»                                 | 5:02       |
| 47:09 |                                         |            |

## Учасники запису
| Deftones - Чіно Морено — вокал, ритм-гітара - Стівен Карпентер — соло-гітара, ударні («Anniversary of an Uninteresting Event») - Чі Ченг — бек-вокал, бас-гітара - Френк Дельгадо — клавішні, семпли - Ейб Каннінгем — ударні Запрошені музиканти - Рей Осборн — бек-вокал («Lucky You») - DJ Crook — тернтейблизм («Lucky You») | Технічний персонал - Террі Дейт — продюсер, звукорежисер, мікшування - Deftones — продюсування - Ґреґ Веллс — сопродюсер, аранжування - Сем Хофстедт — асистент звукорежисера - Піт Робертс — Pro Tools-інженер, звукорежисер - Шон Теллмен — асистент звукорежисера - Том Бейкер — мастеринг - Френк Меддокс — арт-директор, дизайнер - Джеймс Мінчін — фотограф - Нік Спенос — фотограф - Кінскі Ґаллоу — фотограф - Ґай Осірі — A&R-менеджер |  |

## Чарти

### Тижневі чарти
| Чарт (2003)                                          | Найвища позиція |
| ---------------------------------------------------- | --------------- |
| Австралія Australian Albums (ARIA)                   | 4               |
| Австрія Austrian Albums (Ö3 Austria)                 | 20              |
| Бельгія Belgian Albums (Ultratop Flanders)           | 29              |
| Бельгія Belgian Albums (Ultratop Wallonia)           | 18              |
| Канада Canadian Albums (Billboard)                   | 1               |
| Данія Danish Albums (Hitlisten)                      | 21              |
| Нідерланди Dutch Albums (MegaCharts)                 | 22              |
| Фінляндія Finnish Albums (Suomen virallinen lista)   | 9               |
| Франція French Albums (SNEP)                         | 14              |
| Німеччина German Albums (Offizielle Top 100)         | 8               |
| Ірландія Irish Albums (IRMA)                         | 14              |
| Італія Italian Albums (FIMI)                         | 17              |
| Нова Зеландія New Zealand Albums (Recorded Music NZ) | 2               |
| Норвегія Norwegian Albums (VG-lista)                 | 18              |
| Португалія Portuguese Albums (AFP)                   | 4               |
| Шотландія Scottish Albums (OCC)                      | 6               |
| Швейцарія Swiss Albums (Schweizer Hitparade)         | 19              |
| Швеція Swedish Albums (Sverigetopplistan)            | 23              |
| Велика Британія UK Albums (OCC)                      | 7               |
| США Billboard 200                                    | 2               |

### Річні чарти
| Чарт (2003)      | Позиція |
| ---------------- | ------- |
| US Billboard 200 | 174     |

## Сертифікації
| Регіон                                             | Сертифікація | Продажі  |
| -------------------------------------------------- | ------------ | -------- |
| Канада (Music Canada)                              | Золотий      | 50 000^  |
| Велика Британія (BPI)                              | Срібний      | 60 000^  |
| США (RIAA)                                         | Золотий      | 500 000^ |
| ^відвантаження, що базуються лише на сертифікаціях |              |          |